# John Sayre
John Anthony Sayre (* 1. April 1936 in Tacoma, Washington; † 9. November 2023) war ein US-amerikanischer Ruderer und Olympiasieger.
John Sayre studierte an der University of Washington und ruderte dort für das Universitätsteam Huskies und für den Lake Washington Rowing Club. Der 1,93 m große Sayre siegte bei den Panamerikanischen Spielen 1959 im Vierer ohne Steuermann zusammen mit Ted Nash, Richard Wailes und Jay Hall. Im nächsten Jahr rückte Arthur Ayrault für Jay Hall ins Boot. Bei den Olympischen Spielen 1960 unterlag der amerikanische Vierer ohne Steuermann im Vorlauf gegen die Briten und qualifizierte sich erst über den Hoffnungslauf für das Finale. Im Finale siegten die Amerikaner mit zweieinhalb Sekunden Vorsprung vor der Mannschaft aus dem Gastgeberland Italien, die ebenfalls erst über den Hoffnungslauf das Finale erreicht hatte.